# Синагога (Долина)
У м. Долина в XIX ст. була дерев'яна синагога, малих розмірів. Стояла вона між теперішньою вул. Шептицького та синагогою. Очевидно, вона не задовольняла потреб громади і тому в 1897 р. євреї розпочали будувати нову цегляну синагогу, будівництво якої, в основному, закінчили в 1932 р.

## Архітектура
Нова синагога двоповерхова, прямокутна в плані, розміром 19 на 21 м., мурована з цегли, на бетонному фундаменті. На цокольному поверсі розміщувалися підсобні приміщення. Перший поверх - обрядовий зал, мав красивий інтер'єр, залишки якого можна було бачити ще в 1980 році. З трьох сторін залу влаштовано просторі балкони. Стеля у вигляді куполів, пофарбованих в блакитний колір з золотими зірками по ньому. Вікна першого поверху великі, з циркульним завершенням; цокольного - дещо менші, прямокутні. Дах двоскатний з оцинкованої бляхи. Бокові фронтони вимурувані вище даху і завершені уступами, які накриті черепицею. Карниз має декоративне оздоблення у вигляді тригліфів (зубчиків). Зовнішньої штукатурки не було.

## Історія
Користувалися нею євреї не довго. У 1942 р. німецькі нацисти знищили євреїв, синагогу пограбували і перетворили на склад. В ній складали зібране з населення зерно та інші продукти, які потім вивозили до Німеччини.
Уже в 1964 р. будинок синагоги районною комісією визнаний аварійним, був проданий міською радою райспоживспілці і після незначного ремонту використовувався, як склад продпромтоварів, аж до 1991 р.
З проголошенням незалежності та відновленням релігійного життя, будинок синагоги викупила в райспоживтовариства громада Євангельських християн баптистів.
Нові господарі укріпили конструкції, підсилили стіни і перекриття, поремонтували дах. До головного фасаду добудували вхідний тамбур, що завершується двома, конічної форми, шпилями. Заново проведено оздоблювальні роботи у всіх приміщеннях. На цокольному поверсі є малий і великий гостьові зали, котельня і кухня, приміщення недільної школи для дітей, бібліотека. Гарно оздоблений головний обрядовий зал та балкони. Нові вхідні двері виготовив житель Долини п. В. Струсь з батьком. Фасад будівлі поштукатурено теразитовою штукатуркою світло-сірого кольору.
Завершено роботи і посвячено Дім Молитви в 1995 р. Мало що нагадує тепер про те, що тут була синагога. Хіба тільки таблиця "Десять заповідей Божих", виготовлена з дерева, яка чудом збереглася ще з часів діяльності синагоги, дбайливо відреставрована і встановлена в ніші стіни в малому залі.

## Використана література
1. Борис М. Дім молитви (колишня синагога) / Михайло Борис // Борис М. Обереги нашої спадщини. – Долина, 2006. – С. 47–51.
2. Васильович В. Дім молитви в Долині / Василь Васильович // – Свіча. – 1995. – 17 трав.
3. Козій Р. Синагога / Роман Козій // Історія Долини. – Долина, 2015. – С. 205–206. ; З історії Долини : зб. іст.-краєзн. ст. – Вип. 1. – Долина, 2009. – С. 20–22.
4. Церква і духовенство // Стрийщина: іст.-мемуар. зб. / ред. І. Пеленська, К. Бабяк. – Ню Йорк, 1993. – Т. 3. – С. 228.